# Christophe Arleston

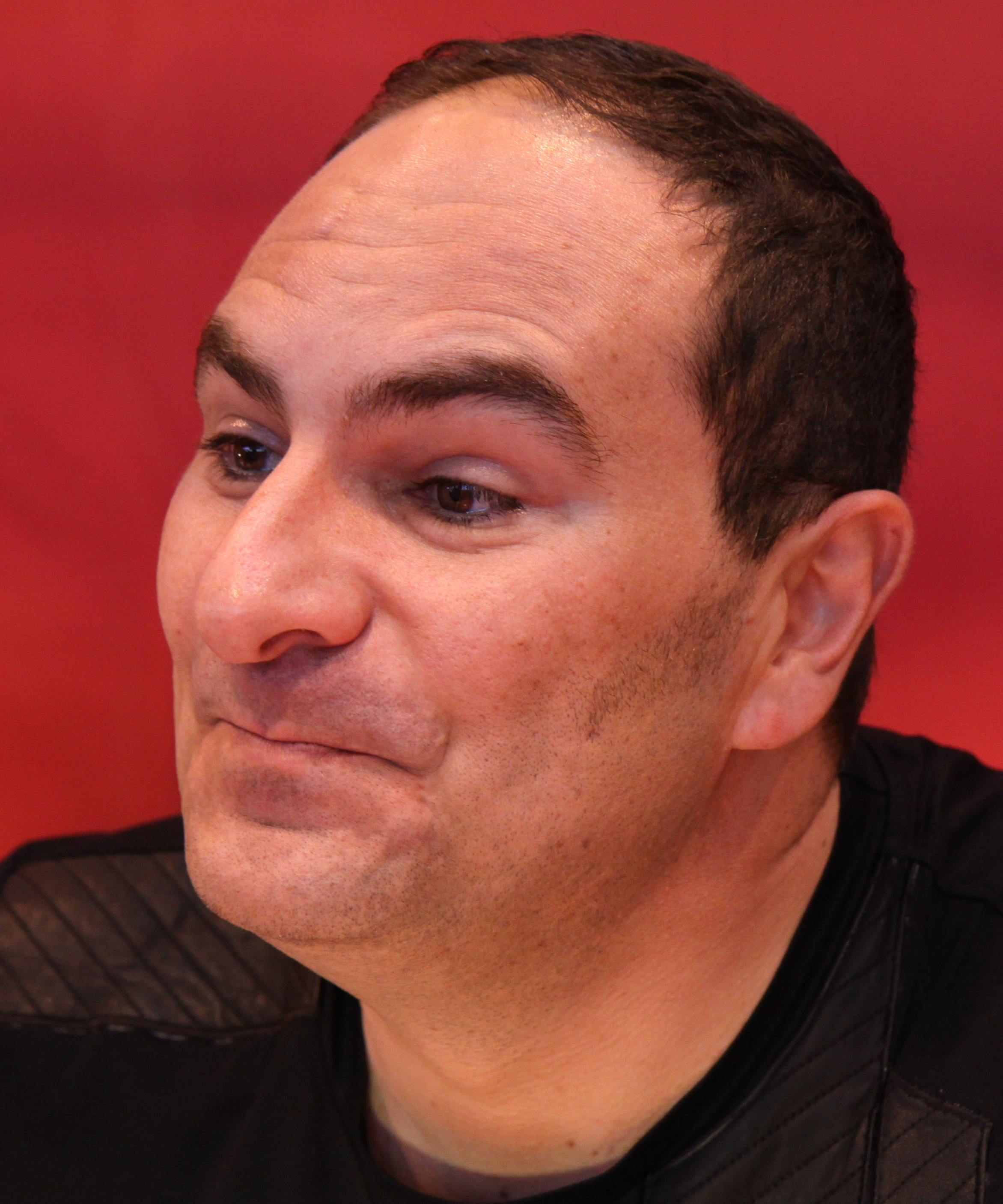
Arleston in 2010

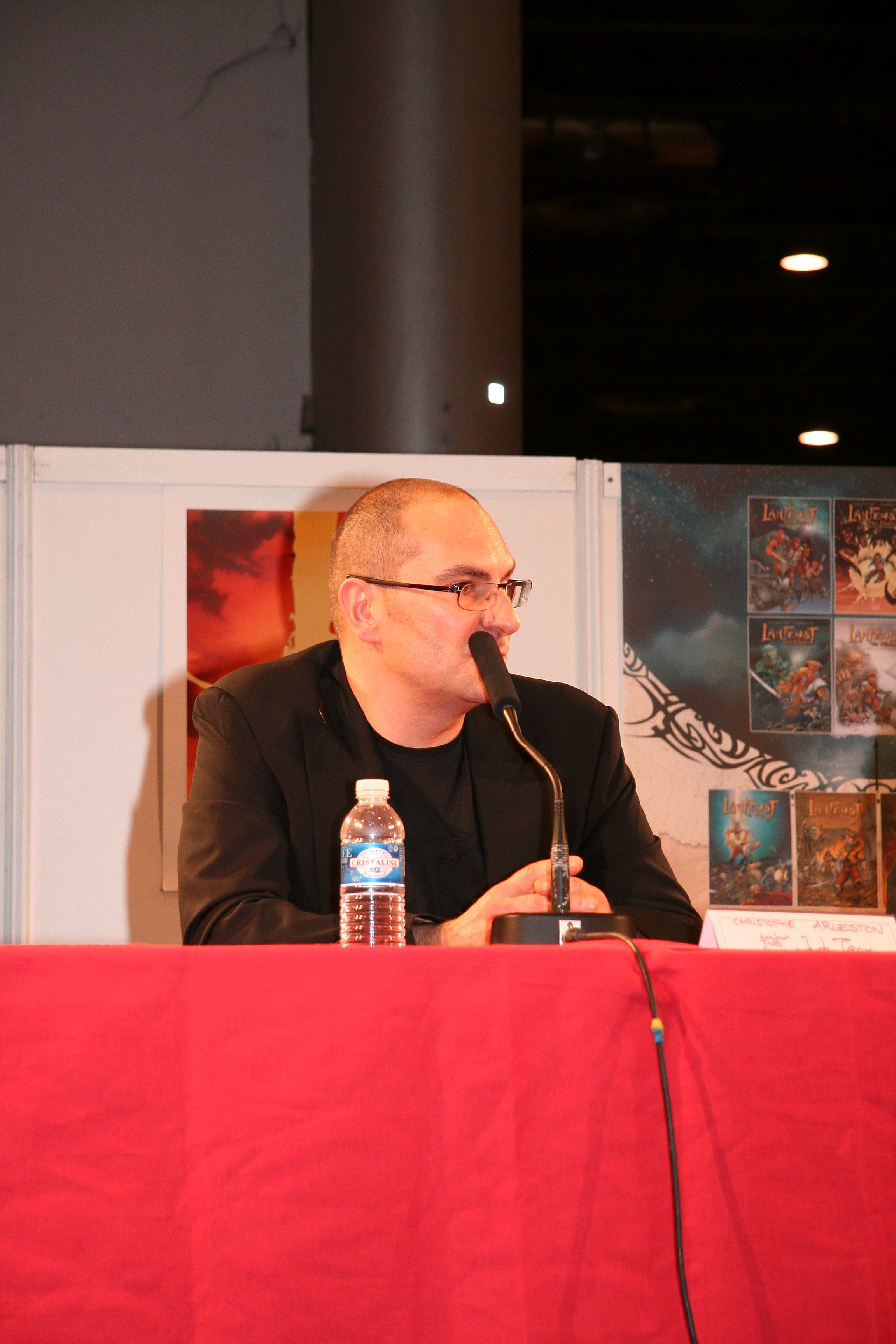
Arleston in 2007, met op de achtergrond enkele covers van albums van Lanfeust van Troy

Christophe Arleston, pseudoniem van Christophe Pelinq (Aix-en-Provence, 14 augustus 1963),  is een Frans striptekenaar en scenarioschrijver voor strips. Hij is ook bekend onder het pseudoniem Scotch Arleston.

## Biografie
In zijn jeugd heeft Arleston in Madagaskar, Mâcon en Parijs gewoond alvorens hij weer terugkeerde naar Aix-en-Provence. In Marseille studeerde hij journalistiek. Zijn carrière begon hij als journalist. Later werkte hij in de communicatie. Ook heeft hij een radiodrama geschreven voor France Inter. In 1992 is begon hij met een strip voor Soleil Productions. In 1994 kwam Lanfeust van Troy (wellicht zijn bekendste werk) uit.
Hij schrijft veel strips die door verschillende mensen worden getekend. In Frankrijk werd het tijdschrift Lanfeust Mag uitgegeven waarin veel van zijn werk voor het eerst te lezen was. In dit tijdschrift stond ook werk van andere stripmakers van uitgeverij Soleil, evenals interviews, reviews en meer informatie die voor de stripfanaat interessant kan zijn.

### Lanfeust van Troy
(Talent Uitgeverij, collectie 500)
Geschreven door Christophe Arleston, getekend door Tarquin.
1. Het Ivoor van Magohamoth
2. Thanos de ongemanierde
3. Kasteel Goud Azuur
4. De Paladijn van Eckmül
5. De Huivering van de Ziener
6. Keizerin Cixi
7. Petaurussen verbergen zich om te sterven
8. Het fabuleuze beest

De strips zijn opnieuw uitgegeven door Uitgeverij L. Hierbij zijn 2 delen samengebundeld en zo zijn er vier boeken ontstaan. De inkleuring en vertaling zijn opnieuw gedaan.

### Lanfeust van de Sterren
(Deel 1-4 Talent uitgeverij, opnieuw uitgegeven door Uitgeverij L, vanaf deel 5 Uitgeverij L)
Geschreven door Christophe Arleston, getekend door Tarquin.
1. Planeet Troy
2. De toren van Meirrion
3. De woestijnen van Abraxar
4. De oceanenrovers'of'Smerige tijd voor vliegen
5. De bacterieplaag
6. De schreeuw van de vrijbuiter
7. Het geheim van de dolfanten
8. Kometenbloed

### Lanfeust Odyssey
(Uitgeverij L)
Geschreven door Christophe Arleston, getekend door Tarquin.
- Het raadsel Goud-Azuur 1
- Het raadsel Goud-Azuur 2
- De banneling van Eckmül
- De grote klopjacht
- Valstrik in het zand
- De Gallige Delta
- De Mefistische armada
- Tseu-Hi de bewaakster
- De onnozele strateeg
- Karaxaletie de profetie

### Cixi van Troy
(Uitgeverij L)
Arleston/Vatine
- Eerste boek Het geheim van Cixi
- Tweede boek van Het geheim van Cixi
- Derde boek van Het geheim van Cixi

### Lanfeust Queeste
(Uitgeverij L)
Arleston/Tarquin/Ludo Lullabi
- Lanfeust Queeste 1
- Lanfeust Queeste 2

### Trollen van Troy
(Talent Uitgeverij: deel 1 t/m 8, worden opnieuw uitgegeven door Uitgeverij L, welke ook verdergaat met de reeks)
Arleston/Mourier
1. Trollenmythen
2. De schedel van de edelachtbare
3. Als een vlucht petaurussen
4. Het occulte vuur
5. De hekserijen van de wonderdoener
6. De beproeving van Tetram
7. De veren van de wijze
8. Trollenrockers
9. De gevangenen van Darshan
10. De opstandelingen van Darshan
11. Trollympiaden
12. Trollenbloed
13. De oorlog van de veelvraten
14. Het verhaal van Waha
15. Haarballen
16. Trollenhaar
17. Het huwelijk van Waha
18. Proffie Blues
19. Geen kerst voor Vadertje Grommel
20. De erfenis van Waha
21. Het goud van de trollen
22. Trollenschool
23. Ruw talent

### Legenden van Troy
(Uitgeverij L)
Arleston/Mélanÿn/Keramidas
- Tykko 1, De windruiters
- Tykko 2, De verdronken stad
- Tykko 3, De honderd tempels

Arleston/Mélanÿn/Hérengeul
- Saffraannacht 1, Albumen de Hemelse
- Saffraannacht 2, De wraak van Albumen

Arleston/Mélanÿn/Cartier
- De zoektocht van Alunys

Arleston/Sala/Hudsey
- Ploneis de onzekere

Arleston/Cassegrain
- Het uur van de Gargouille

### Veroveraars van Troy
(Uitgeverij L)
Arleston/Tota
1. Verbannen naar Bloemhaven
2. Eckmül de Hakker
3. De slag om Bloemhaven
4. De adelaarsberg

### Amazones van Troy
(Uitgeverij L)
Arleston/Mélanÿn/Dany
1. Yquem de Welwillende
2. Het goud der diepten

### Excalibur
(Uitgeverij Talent)
Arleston/Eric Hübsch
1. De verrijzenis van Merlijn, 1998
2. De sidhe van de duizend zaligheden, 2000
3. De klauwen van Rome, 2002
4. De woede van Merlijn, 2003
5. Ys la magnifique (niet verschenen in Nederlands taalgebied)
6. Les gardiennes de Brocéliande (niet verschenen in Nederlands taalgebied)

### Ythaq
(Uitgeverij L)
Arleston/Floch
1. Onbekende wereld
2. Dubbelgangers
3. Hetgeluid van de sterren
4. De schaduw van Khengis
5. De laatste toevlucht
6. Pionnen in opstand
7. Het teken van de Ythen
8. De spiegel van de schijn
9. De onmogelijke waarheid
10. Terugkeer naar Nehorf
11. De langste adem
12. De Sleutels van het Niets
13. Verre horizon
14. Een juweel van een brein
15. Imperator Express

### Elixers
(Uitgeverij L)
Arleston/Varanda
1. De toverij van Loxullio
2. Het geheim van Glupion
3. De wind van nergens

### De wouden van opaal
(Uitgeverij L)
Arleston/Pellet
1. De armband van Cohars (2000)
2. Het toverboek van de ketter (titel 2002: De schaduwkant van het magische boek)
3. Het groene litteken (2003)
4. De kerkers van Nenuuf (2010)
5. De wortelstad (2010)
6. De betovering van de pontifex (2010)
7. Tanden van steen (2012)
8. De Horden van het duister (2014)
9. Een zee van licht (2016)
10. Het lot van de jongleur (2018)

Met album 9 uit 2016 is de eerste reeks afgerond en deel 10 vormt een nieuw begin.

### Sinbad
(Uitgeverij L) Alary/Arleston
1. De Krater van Alexandrië
2. De klauwen van de djinn
3. Het duister van de harem

### Ekhö
(Uitgeverij L)
Barbucci/Arleston
1. De Spiegelwereld
2. Paris Empire
3. Hollywood Boulevard
4. Barcelona
5. Het geheim van de Preshaunen
6. Deep South
7. Swinging Londen
8. De Sirene van Manhattan
9. Abidjan-Nairobi express
10. Een spook in Peking
11. Hot tabaaasco!
12. De Walkure van de fjorden

### De cartografen
(Arboris)
Scotch Arleston/Paul Glaudel
1. 1 De wereld van de stad (1992)
2. 2 Het symbool van de nar (1992)
3. 3 De torens van Floovant (1994)
4. 4 Het kristal van Camerlot (1996)
5. 5 Le Cri du Plouillon (1999) Niet vertaald
6. 6 L'Autre monde (2002) Niet vertaald

Verder zijn er nog enkele andere strips uitgegeven door Talent Uitgeverij welke niet meer worden gemaakt en welke niet in de lijst staan. Tevens zijn er van deze uitgeverij naslagwerken over de wereld van Troy.
- Bibsys: 12043718
- Biblioteca Nacional de España: XX836894
- Bibliothèque nationale de France: cb122549875 (data)
- Catàleg d'autoritats de noms i títols de Catalunya: 981058601668906706
- Gemeinsame Normdatei: 123552273
- International Standard Name Identifier: 0000 0003 6865 3078
- Library of Congress Control Number: no2008102322
- Nationale Bibliotheek van Tsjechië: xx0009459
- Nationale Bibliotheek van Israël: 987007411959105171
- Nationale Bibliotheek van Polen: a0000001642951
- Nederlandse Thesaurus van Auteursnamen: 103786651
- Réseau des bibliothèques de Suisse occidentale: 02-A002938325
- Système universitaire de documentation: 031310451
- Virtual International Authority File: 4988184
- WorldCat: E39PBJvxpdb7PqX6HKJ4Jdm68C